# Saint-Paul-en-Forêt
 Saint-Paul-en-Forêt  es una población y comuna francesa, que se encuentra en la región de Provenza-Alpes-Costa Azul, departamento de Var, en el distrito de Draguignan y cantón de Fayence.

## Demografía
| 225 | 433 | 557 | 578 | 812 | 1139 |
| Para los censos de 1962 a 1999 la población legal corresponde a la población sin duplicidades (Fuente: INSEE [Consultar]) |     |     |     |     |      |